# 劉善明
劉善明（432年—480年），平原人，南朝宋至南朝齊官員，劉宋齊、北海二郡太守劉懷民之子，鎮北將軍劉懷珍族弟。

## 生平
劉善明身高七尺九寸，年輕時與崔祖思友好。劉善明四十歲時，刺史劉道隆辟為治中從事。劉宋泰始初年，徐州刺史薛安都造反，青州刺史沈文秀響應。當時劉善明一家住在青州州治東陽城，無法及時逃脫，劉善明伯父劉彌之於是假裝投靠沈文秀，沈文秀派其率領張靈慶等五千人馳援薛安都。一行人來到下邳後，宣佈反對沈文秀。劉善明則率領宗族部曲三千人投奔反對沈文秀的從伯北海太守劉懷恭。劉善明族兄劉乘民則在渤海聚眾響應朝廷。而不久劉彌之被薛安都所殺，宋明帝追贈其輔國將軍、青州刺史。劉乘民為寧朔將軍、冀州刺史，劉善明為寧朔長史、北海太守，並授予尚書金部郎。劉乘民去世後，泰始二年十二月己未（466年12月28日），朝廷任命劉善明接任綏遠將軍、冀州刺史。沈文秀投降後，劉善明歷任屯騎校尉、海陵太守、後軍將軍、直閤。
泰始五年（469年），青州被北魏佔領，劉善明母親因而受北魏統治。朝廷任命劉善明為寧朔將軍、巴西、梓潼二郡太守。劉善明以其母受北魏統治為由，不願前往赴任，朝廷同意。元徽初年，劉善明推薦田惠紹出使北魏，成功將其母贖回。
當時劉善明與蕭道成友好。元徽二年（474年），劉善明擔任輔國將軍、西海太守、行青冀二州刺史，元徽四年八月乙酉（476年10月2日），劉善明擔任青、冀二州刺史。劉昱被殺後，劉善明歷任冠軍將軍、驃騎（蕭道成）諮議、南東海太守、行南徐州事、散騎常侍，領長水校尉、黃門郎，領後軍將軍、太尉右司馬。蕭道成稱帝後，劉善明任征虜將軍、淮南宣城二郡太守，受封新淦伯，食邑五百戶。
建元二年（480年），劉善明去世，享年四十九歲。遺言薄葬。朝廷賞賜三萬錢，五十匹布。後人輯錄劉善明的作品，有《劉善明集》十卷。

## 延伸阅读
[在维基数据编辑]
 《南齊書·卷28》，出自萧子显《南齊書》